# ГЕС Hojum
ГЕС Hojum — гідроелектростанція у південній Швеції. Використовує потенціал водоспадів Тролльгеттан на річці Гета-Ельв, яка дренує найбільше на Скандинавському півострові озеро Венерн та впадає у протоку Каттегат в місті Гетеборг.
Невдовзі після виходу Гета-Ельв з озера її поділили на дві протоки. Ліва з них, яка тягнеться понад 4 км, обслуговує судноплавство та завершується чотирма послідовними шлюзами, що забезпечують прохід водоспадів Тролльгеттан. Права ж через певний час ділиться ще на дві, при цьому ліва (або центральна, якщо брати до уваги всю Гета-Ельв) веде до спорудженої на початку 20-го століття ГЕС Олідан, тоді як права спершу перекрита греблею із водопропускними шлюзами за 0,4 км після яких знаходиться ГЕС Hojum.
Станцію, розташовану за кілометр вище від ГЕС Olidan, ввели в експлуатацію у 1941—1942 роках з двома турбінами типу Каплан потужністю по 50 МВт. Машинний зал для них спорудили у підземному виконанні, що було викликане бажанням максимально захистити обладнання в умовах загрозливої військово-політичної ситуації в Європі. Взагалі, 7 % вартості об'єкту пішло на організацію його захисту від повітряних атак, для чого зокрема район ГЕС оплели тросами, котрі повинні були завадити підльоту атакуючих на малій висоті.
В 1992-му на станції ввели в експлуатацію другу чергу у складі однієї турбіни того ж типу потужністю 70 МВт, що дозволило знизити навантаження на більш стару ГЕС Olidan. Станом на середину 2010-х загальна потужність станції рахується на рівні 184 МВт.
При напорі у 32 метри дві ГЕС району Тролльгеттан здатні разом виробляти 1,26 млрд кВт-год електроенергії на рік.
Можливо також відзначити, що завдяки регулюванню рівня у озері Ванерн воно виконує роль водосховища з корисним об'ємом 9,4 млрд м3, що є найбільшим показником у Швеції.